# Évron
Évron is een fusiegemeente (commune nouvelle) in het Franse departement Mayenne (regio Pays de la Loire). De plaats maakt deel uit van het arrondissement Laval. Évron is op 1 januari 2019 ontstaan door de fusie van de gemeenten Châtres-la-Forêt, Évron en Saint-Christophe-du-Luat; de fuserende gemeenten kregen de status van commune deleguée. De gemeente telde 8.380 inwoners op 1 januari 2022.
Évron is bekend door haar benedictijner abdij en basiliek.

## Geschiedenis

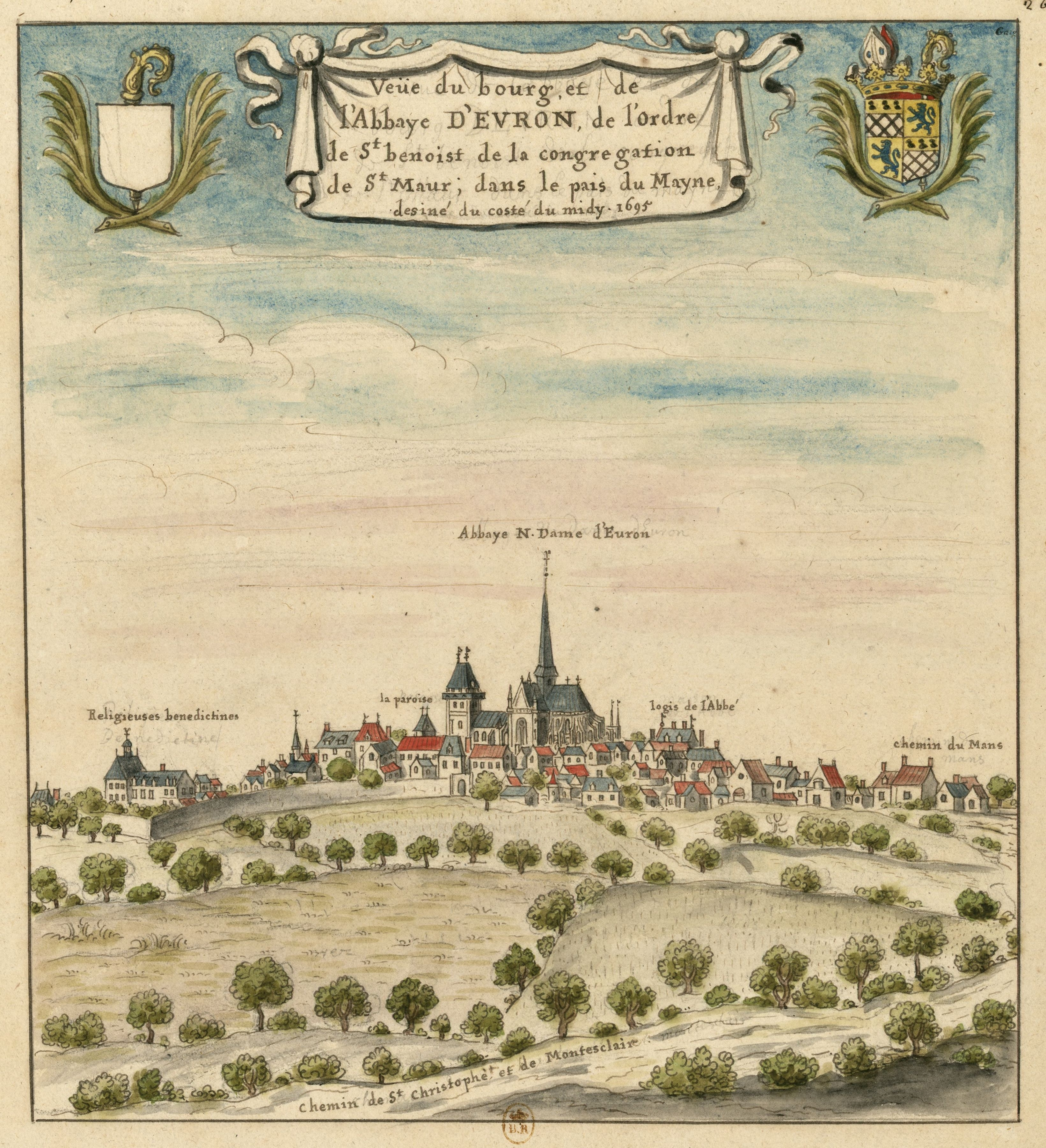
Évron en haar abdij in 1695

In de zevende eeuw werd een eerste abdij gesticht in Évron. Deze werd vernield door de Vikingen. De abdij werd opnieuw gesticht in 981. De romaanse abdijkerk uit de tiende eeuw werd in de dertiende eeuw vervangen door een gotische kerk. De abdij trok bedevaarders aan en werd een van de rijkste van Maine dankzij schenkingen. Het dorp ontwikkelde zich naast de abdij.
De stad werd ingenomen door de Engelsen in 1418 tijdens de Honderdjarige Oorlog. In 1577 werden Évron en de abdij geplunderd door calvinisten. Bij hun terugkeer versterkten de monniken de abdij met een muur. In de achttiende eeuw werd een nieuw klooster gebouwd in classicistische stijl. In 1700 telde Évron ongeveer 2.800 inwoners. Het was door zijn markten een belangrijk handelscentrum. Verder was er textiel- en metaalnijverheid. 
In 1855 werd het station geopend op de spoorlijn Parijs-Laval. Évron werd een productiecentrum voor ongebluste kalk en bakstenen. Ook kwam er een schoenfabriek. Tijdens de Frans-Duitse Oorlog (1870-1871) werd de stad bezet door Duitse soldaten. De bevolking werd geteisterd door besmettelijke ziekten (tyfus, cholera). Deze bezetting luidde de economische neergang van de stad in, die duurde tot halfweg de twintigste eeuw. Toen kwam er nieuwe industrie in de stad, met een onder andere een kaasfabriek van Le Groupe Bel.

## Geografie
De oppervlakte van Évron bedroeg op 1 januari 2022 68,24 vierkante kilometer; de bevolkingsdichtheid was toen 122,8 inwoners per km².
Saint-Christophe-du-Luat ligt ten zuidwesten van het centrum van Évron. Châtres-la-Forêt ligt tussen Saint-Christophe-du-Luat en Évron aan de autoweg D20.
De Jouanne, een zijrivier van de Mayenne, stroomt aan de noordelijke grens van de gemeente.
De onderstaande kaart toont de ligging van Évron met de belangrijkste infrastructuur en aangrenzende gemeenten.

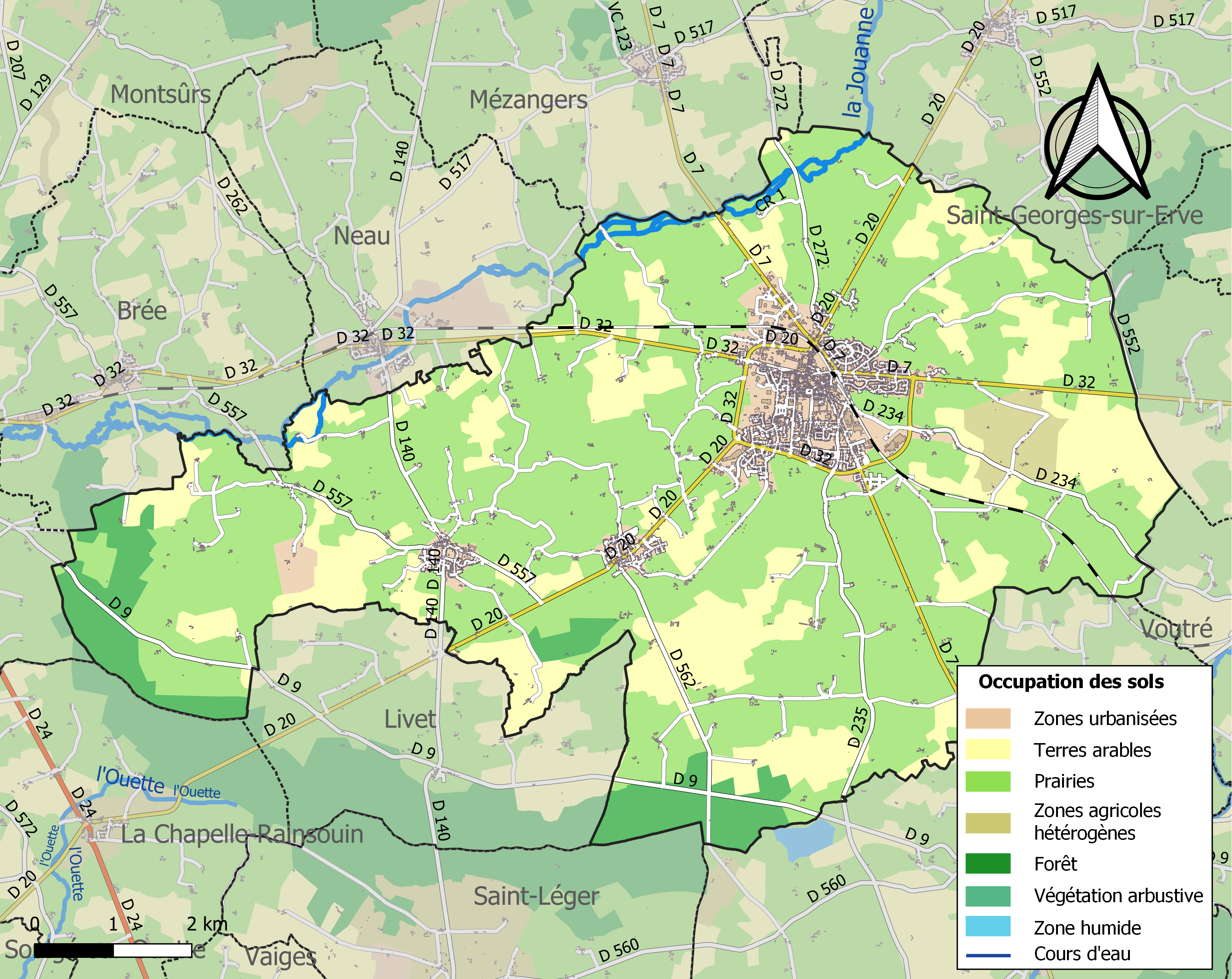

## Verkeer en vervoer
In de gemeente ligt spoorwegstation Évron.

## Demografie
Onderstaande figuur toont het verloop van het inwonertal (bron: INSEE-tellingen).

## Bezienswaardigheden
- Abdij met de Notre-Dame de l'Épine-basiliek. De gotische basiliek, de voormalige abdijkerk is dertiende-eeuws. Onder het koor is een oudere crypte. Naast de basiliek staat de twaalfde-eeuwse Saint-Crépinkapel gebouwd met arabo-byzantijnse stijlelementen. Het klooster is achttiende-eeuws.
- Mediatheek (1847-1852). Dit neoclassicistische gebouw werd ontworpen als markthal terwijl op de verdieping het gemeentehuis was ondergebracht en dit tot 1971. In 1924 werd het gelijkvloers omgebouwd tot feestzaal. In 1988-1989 werd het gebouw gerestaureerd waarbij de verdieping werd weggenomen.[4]

### Afbeeldingen

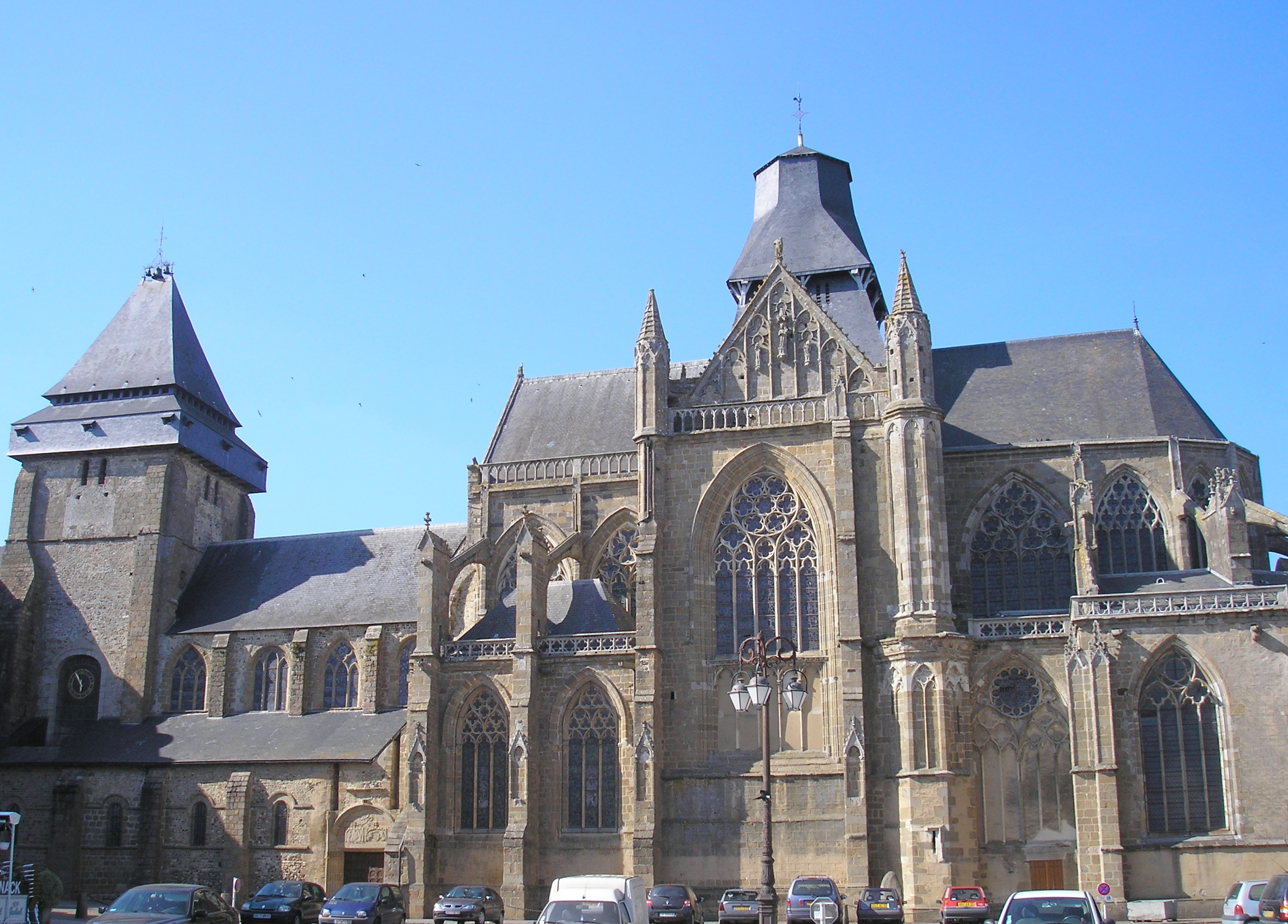
Basilique Notre-Dame de l'Épine
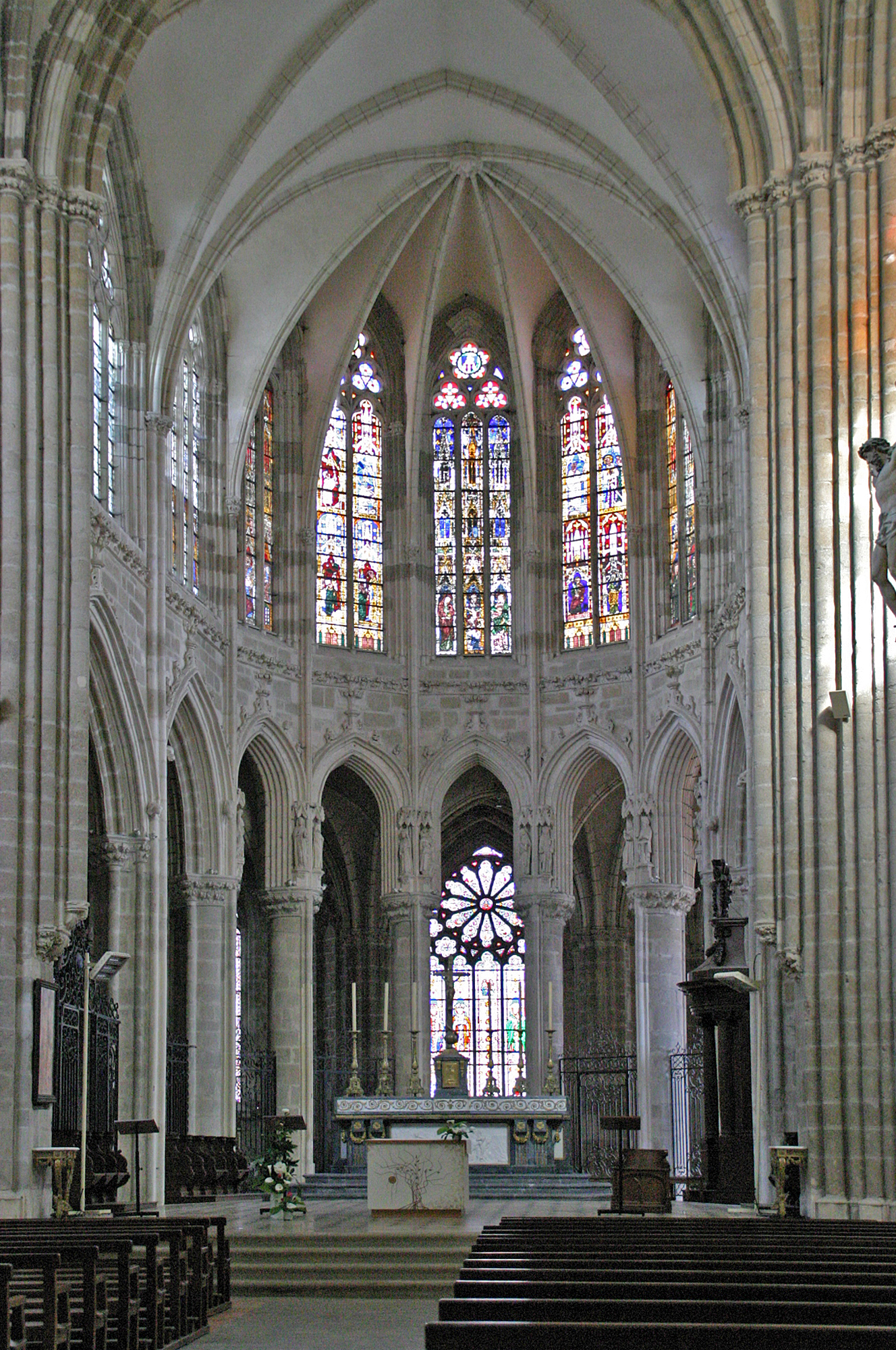
Koor van de basiliek
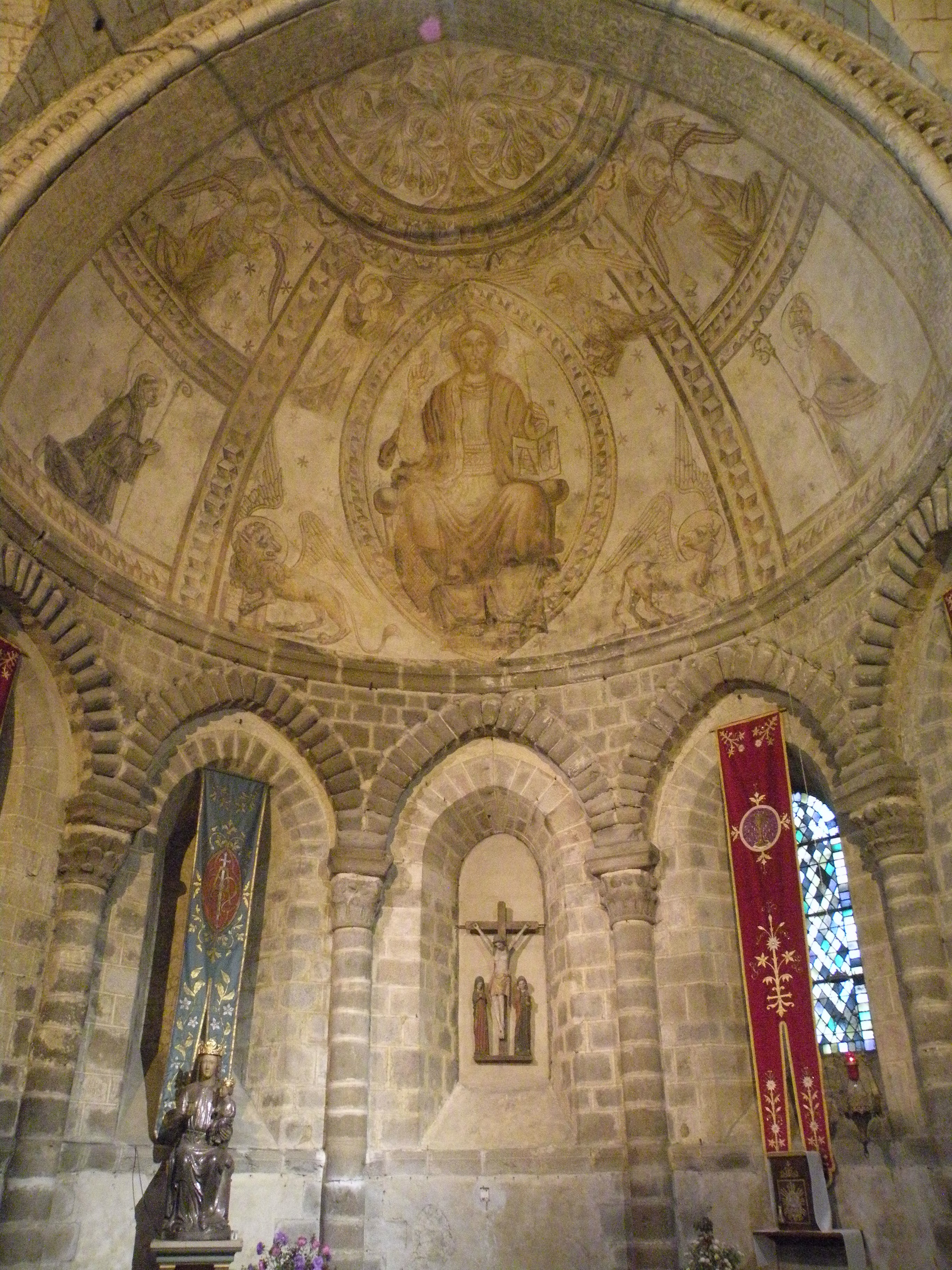
Saint-Crépinkapel
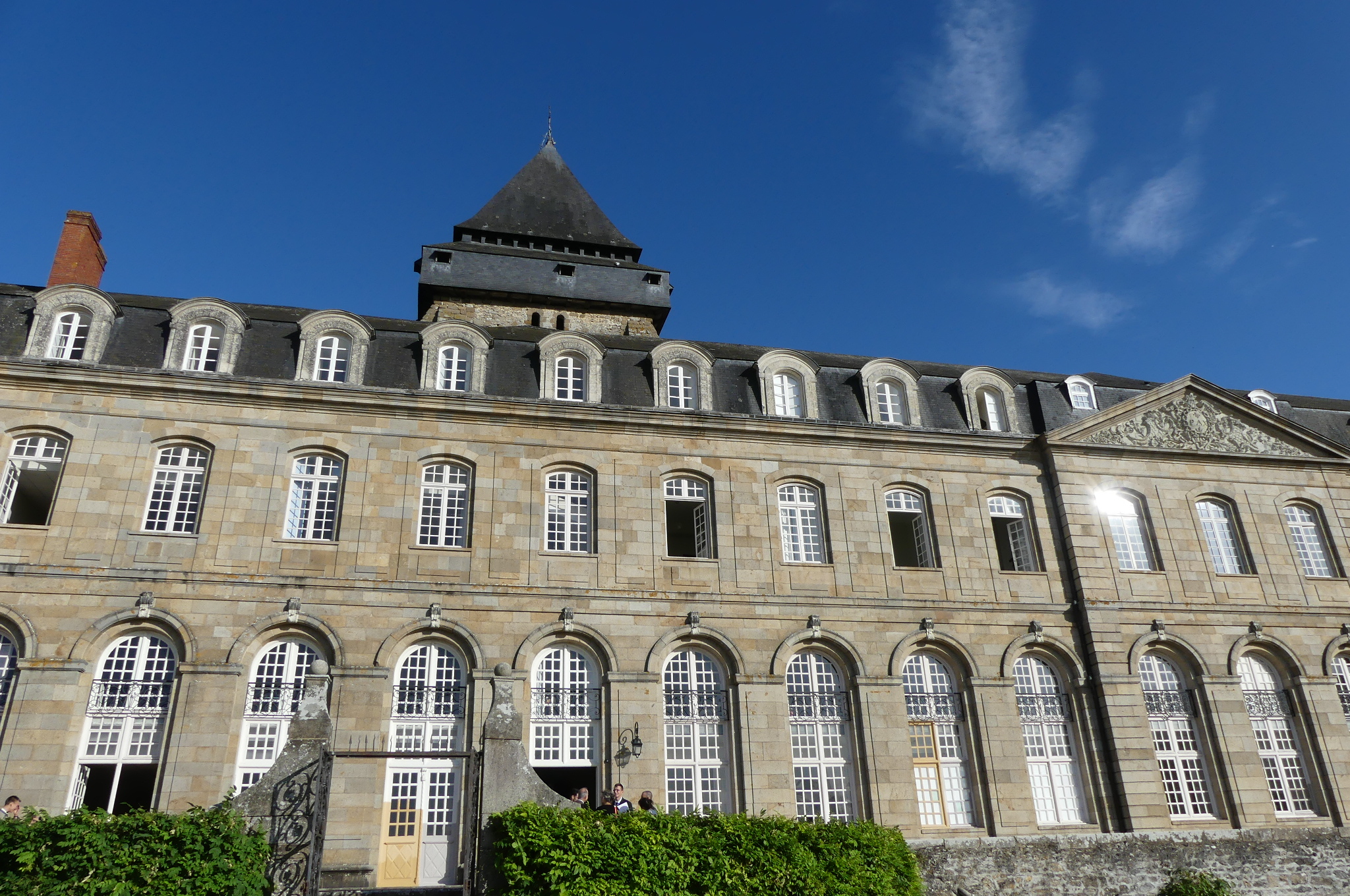
Klooster
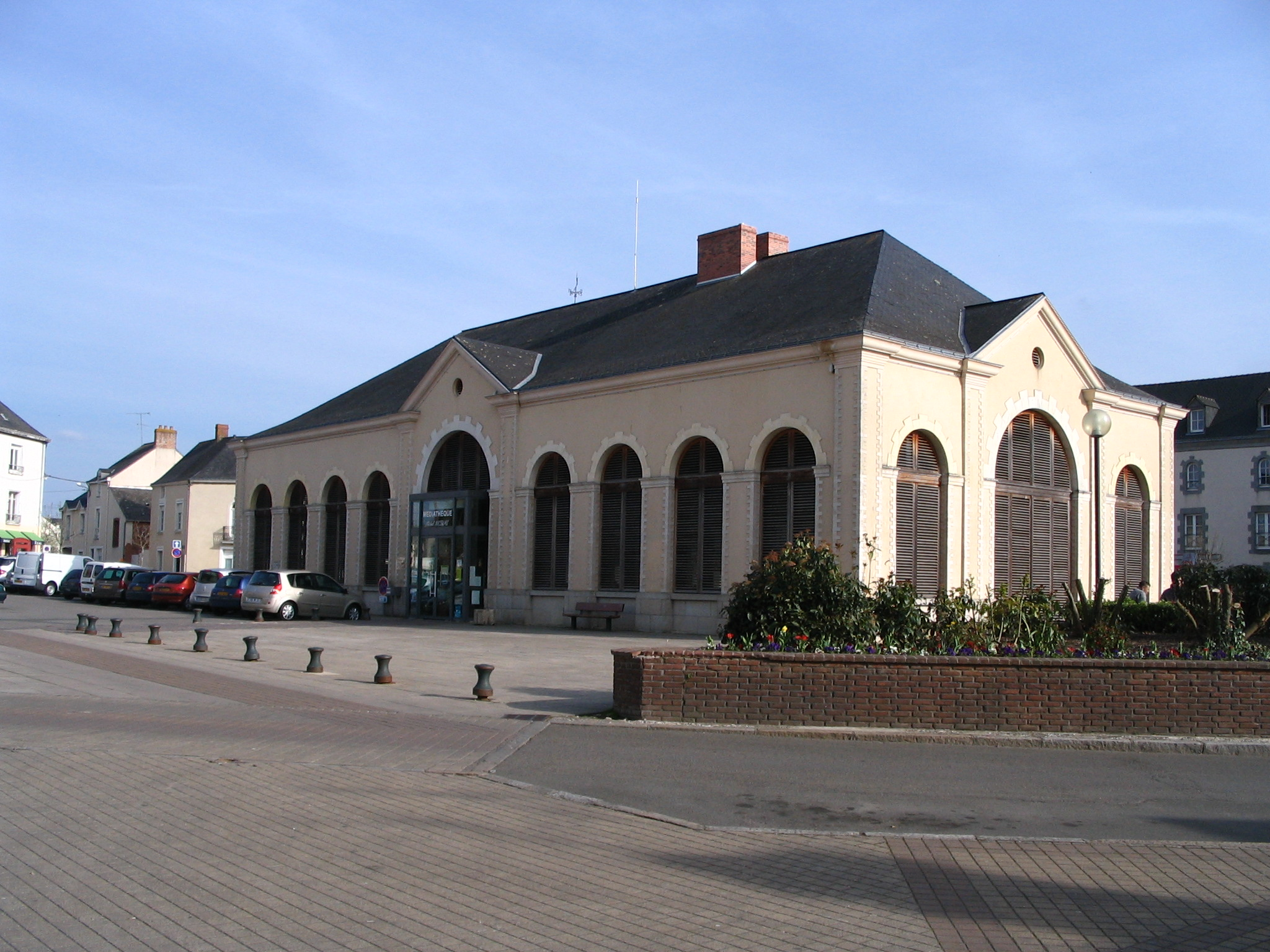
Mediatheek
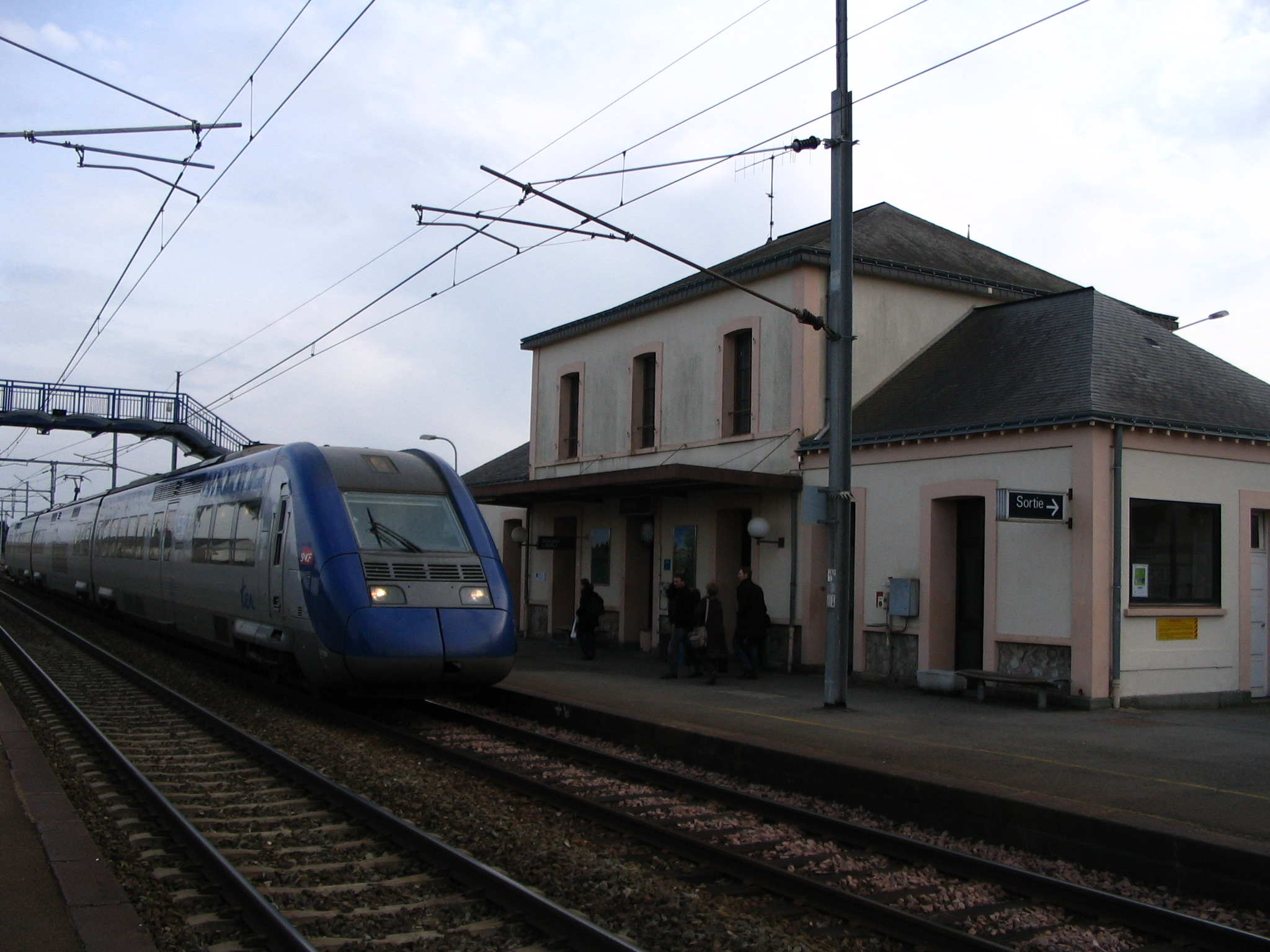
Station
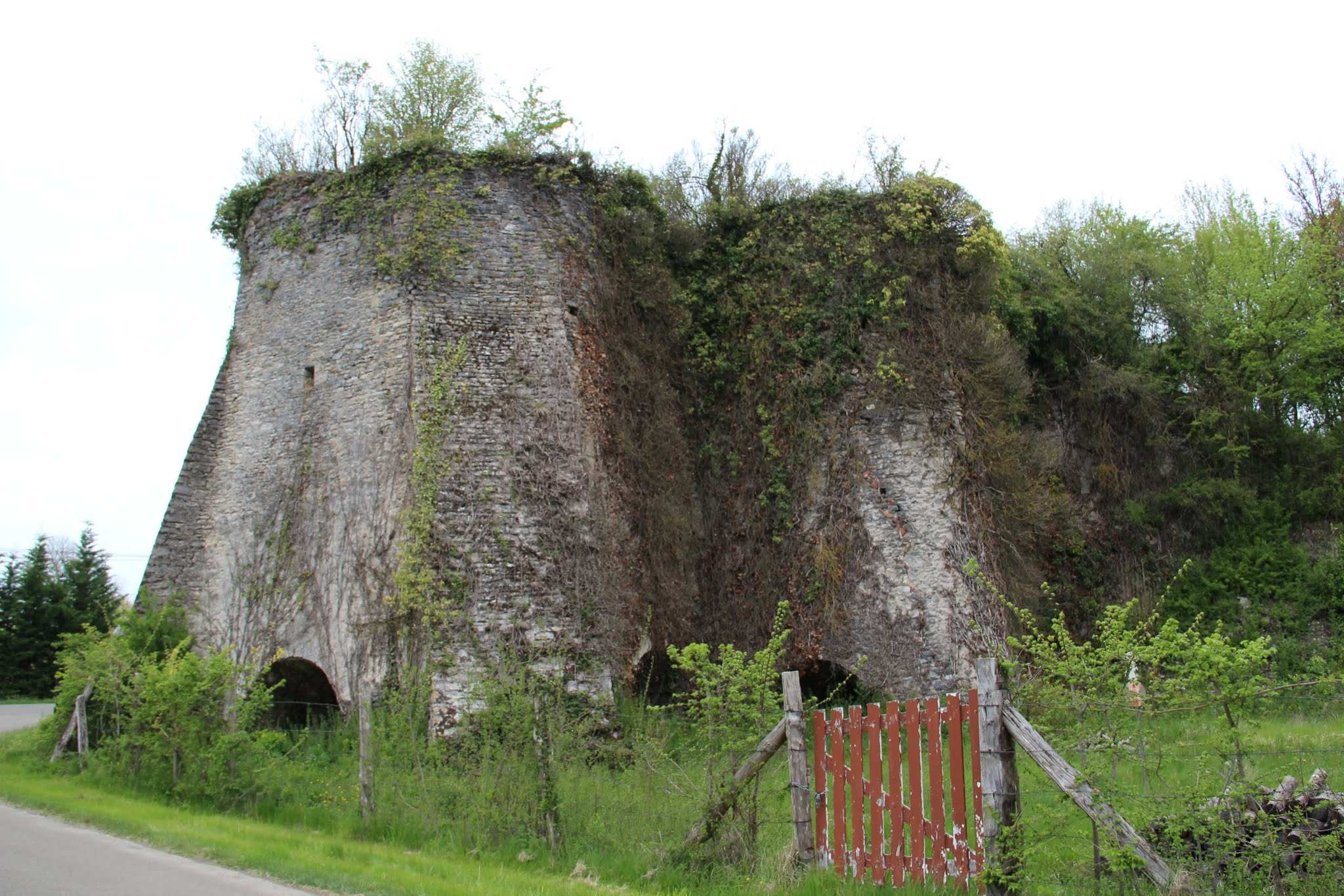
Kalkoven in Saint-Christophe-du-Luat
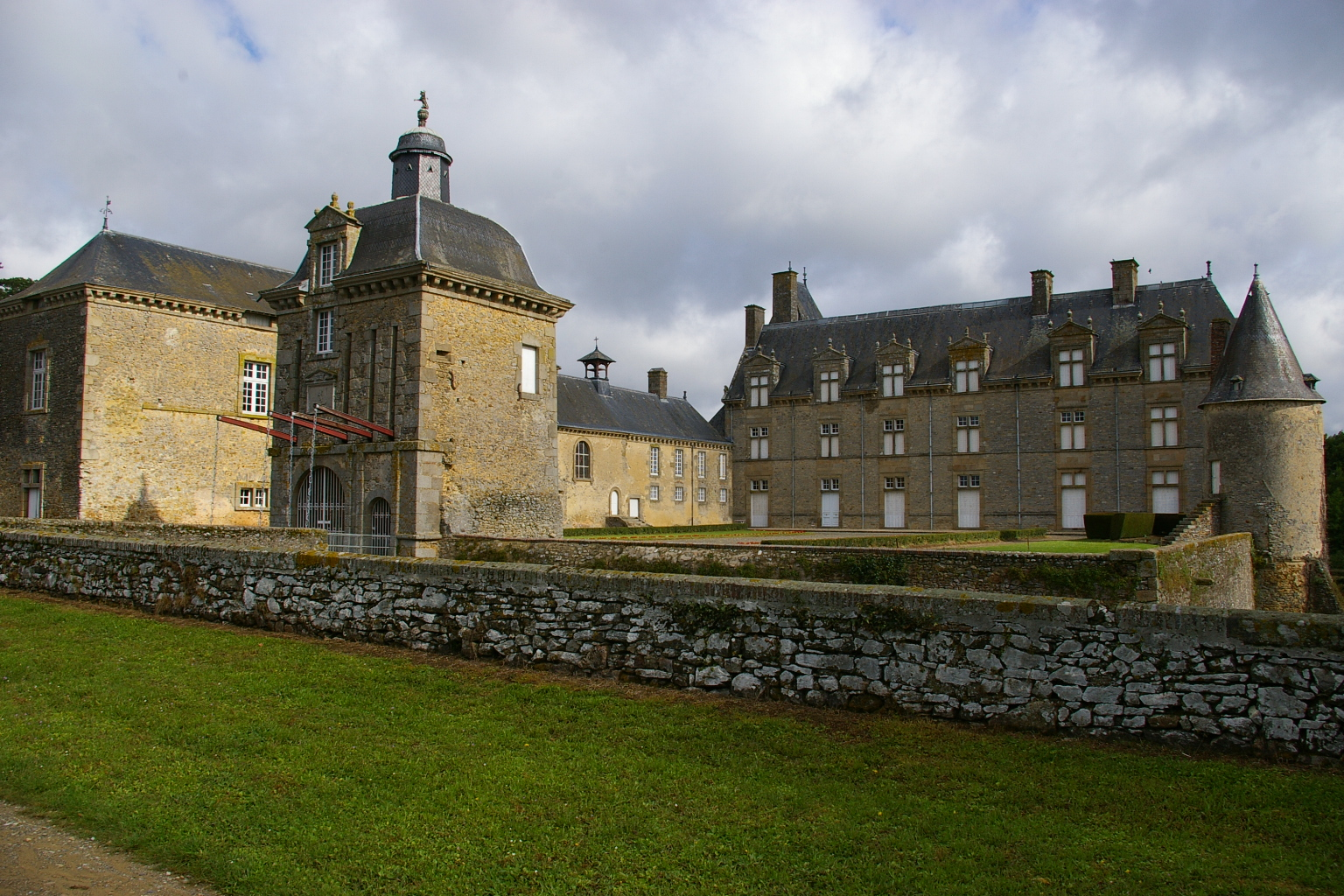
Kasteel van Montecler in Saint-Christophe-du-Luat